# Michele Viale-Prelà

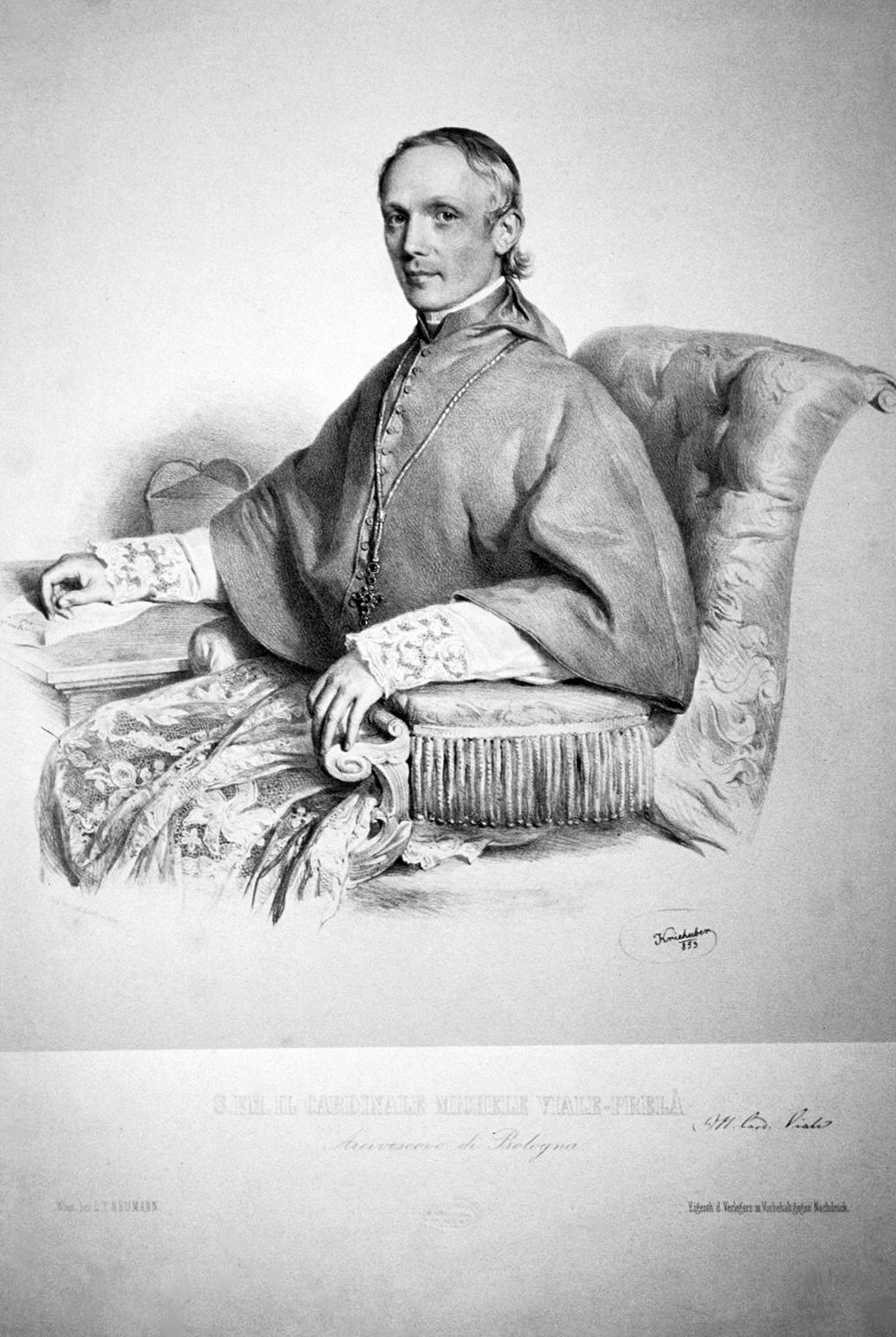
Michele Kardinal Viale-Prelà (Lithographie von Josef Kriehuber, 1853)

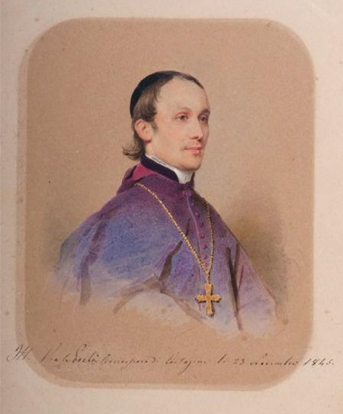
Michele Viale-Prelà als Titularerzbischof von Carthago (Gemälde von Moritz Daffinger, 1845)

Michele Viale-Prelà, auch Michele Viale Prelà (* 29. September 1798 in Bastia, Korsika; † 15. Mai 1860 in Bologna), war päpstlicher Diplomat und Kardinal der Römischen Kirche.

## Leben
Michele Viale-Prelà war das vierte Kind und der zweite Sohn des wohlhabenden Korsen Paolo Agostino Viale († 1808) und dessen Ehefrau Nicoletta Prelà. Er entschied sich für die kirchliche Laufbahn. Mütterlicherseits hatte er einen Onkel, Tommaso Prelà (1765–1848), der zwei Päpste, Pius VI. und Pius VII. als Leibarzt betreut hatte.
Michele Viale-Prelà empfing 1823 die Priesterweihe. Zwischen 1828 und 1836 war er Assistent des päpstlichen Nuntius in der Schweiz, danach arbeitete er zwei Jahre mit dem Staatssekretär des Kirchenstaates. Danach nahm er ab 1838 selbst die Aufgabe eines Nuntius in München wahr und wurde 1841 zum Bischof ernannt. Die Bischofsweihe spendete ihm am 18. Juli 1841 in Rom Kardinalstaatssekretär Luigi Lambruschini, Mitkonsekratoren waren Fabio Maria Asquini, Sekretär der Kongregation für die Bischöfe und Regularen, und Erzbischof Lodovico Altieri, Nuntius in Österreich. Ab 1845 diente Viale-Prelà dem Vatikan als Nuntius am kaiserlichen Hof in Wien. Am 15. März 1852 wurde er von Papst Pius IX. zunächst in pectore zum Kardinal erhoben, was am 7. März 1853 publiziert wurde zugleich mit der Ernennung zum Kardinalpriester der römischen Titelkirche Santi Andrea e Gregorio al Monte Celio. In seiner Zeit als Apostolischer Nuntius in Österreich spendete er unter anderem Franz Joseph Rudigier 1853 die Bischofsweihe. Am 18. August 1855 unterzeichnete Kardinal Michele Viale-Prelà mit Joseph von Rauscher, Erzbischof von Wien, das Konkordat mit Österreich. Am 28. September 1855 wurde er zum Erzbischof von Bologna ernannt. Die Ernennung war ungewöhnlich, weil er selbst nie Priester einer Gemeinde gewesen war und immer dem Regierungsstab des Vatikans angehörte. Er war sogar als Nachfolger des Staatssekretärs Giacomo Antonelli im Gespräch gewesen.
In Bologna war er Nachfolger des politisch eher gemäßigten Erzbischofs Carlo Oppizzoni. Zu den ersten Maßnahmen, die Erzbischof Viale-Prelà ergriff, gehörten Vorschriften, die die Beachtung religiöser Vorschriften und Gebote in der zum Kirchenstaat gehörenden Stadt sicherstellen sollten. Die von ihm gegründete Zeitung L'osservato bolognese diente vor allem dazu, liberale Ideen zu bekämpfen. Mit Missionierungskampagnen, bei denen er auf Angehörige des Jesuitenordens zurückgriff, wollte er das religiöse Bewusstsein in seinem Bistum stärken.

## Bekanntheit
Prelá ist der Nachwelt vor allem wegen seiner Rolle im Fall Edgardo Mortara bekannt. Die Entführung des angeblich notgetauften jüdischen Kindes Edgardo Mortara, die mit seiner Duldung geschah, sorgte in der zweiten Hälfte des 19. Jahrhunderts für großes Aufsehen und spielte eine Rolle im Kulturkampf.